# 拉瓜迪亚 (托莱多省)
拉瓜迪亚（西班牙語：La Guardia，西班牙語發音：[laˈɣwaɾðja]）是西班牙卡斯蒂利亚-拉曼恰托莱多省的一个市镇。总面积196平方公里，总人口2379人（2001年），人口密度12人/平方公里。